# Carolyn Harris (femme politique)
Pour les articles homonymes, voir Carolyn Harris et Harris.
Carolyn Harris, née le 18 septembre 1960 à Swansea, au Pays de Galles, est une femme politique britannique qui est députée travailliste de Swansea East, depuis mai 2015. Elle est également chef adjointe du Parti travailliste gallois.

## Jeunesse
Carolyn Harris est née dans la circonscription de Swansea East qu'elle représente maintenant au Parlement. Elle fréquente l'Université de Swansea de 1994 à 1998 et obtient un diplôme conjoint en histoire sociale et politique sociale.
Après l'université, Harris travaille pour des projets communautaires basés à Swansea tels que la Guiding Hand Association puis la Joshua Foundation. Avant sa carrière politique, elle travaille comme assistante parlementaire de son prédécesseur Siân James, qui annonce son intention de prendre sa retraite en mars 2015.

## Élection
Elle est élue au Parlement en 2015. Elle prononce son premier discours le 8 juin 2015 dans lequel elle déclare que Dylan Thomas a tort au sujet de «cette ville laide et charmante».
Au cours de sa première année au Parlement, elle se concentre sur des questions telles que le lagon de marée de Swansea Bay, l'électrification de la canalisation principale du sud du Pays de Galles à Swansea et de nombreuses questions de consommation telles que les terminaux de paris à cotes fixes et les appareils électriques défectueux.
Après avoir perdu son fils Martin en 1989, Harris est obligée de contracter un prêt et de compter sur les dons de la communauté pour couvrir les frais funéraires. Ne voulant pas que d'autres parents subissent les mêmes difficultés, Harris évoque son chagrin lors d'un débat d'ajournement le 28 novembre 2016 et travaille ensuite avec la Fair Funerals Campaign pour faire pression sur le gouvernement pour qu'il crée un fonds funéraire pour les enfants. Le fonds est annoncé au Pays de Galles lors de la conférence travailliste galloise le 25 mars 2017 et par Theresa May pour l'Angleterre le 31 mars 2018 et l’Écosse le plus récemment le 30 mai 2018.
Harris est nommé par Jeremy Corbyn au poste de ministre du ministère de l'Intérieur fantôme après sa réélection à la tête du parti travailliste.
Elle est élue cheffe adjointe du parti travailliste gallois le 21 avril 2018, avec 51,5% des voix du collège électoral, ce qui est annoncé lors de la conférence travailliste galloise à Venue Cymru, Llandudno. Son élection est controversée car elle perd dans la section des membres par une marge de 2 à 1 et elle perd dans l'ensemble du total des votes par 1401 voix.